# 埃奇希尔 (佐治亚州)
埃奇希尔（Edge Hill）是美国佐治亚州格拉斯考克县的一座城市，面积0.5平方公里。根据2000年美国人口普查，共有30人，其中白人占96.67%。
埃奇希尔是佐治亚州面积最小的城市。
33°09′11″N 82°37′36″W / 33.1531°N 82.6267°W